# Sporting Football Cascades
Die Sporting Football des Cascades, auch einfach nur SF Cascades genannt, ist ein Fußballverein in Niangoloko (Burkina Faso). Aktuell spielt der Verein in der ersten Liga, der Première Division.

## Erfolge
- Burkinischer Zweitligameister: 2022/23 (Gruppe B)  ▲

## Stadion
Der Verein trägt seine Heimspiele im Stade Banfora in Banfora aus. Das Stadion hat ein Fassungsvermögen von 6000 Personen.

## Saisonplatzierung
| Saison  | Liga              | Level | Platz           |
| ------- | ----------------- | ----- | --------------- |
| 2022/23 | Deuxième Division | 2     | 1. (Gruppe B) ▲ |
| 2023/24 | Première Division | 1     | 4.              |